# Список лучших альбомов США 1976 года (Billboard)

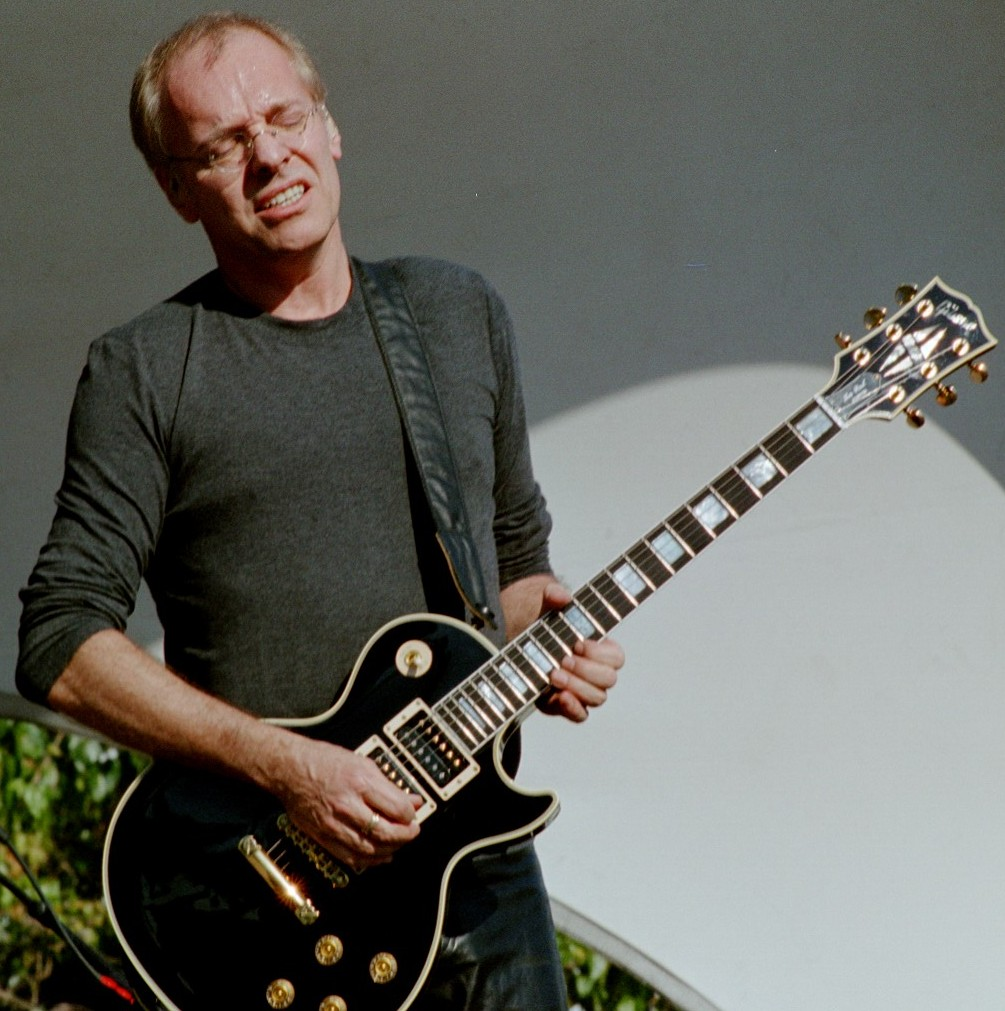
Концертный альбом «Frampton Comes Alive!» британского гитариста Питера Фрэмптона стал лучшим диском 1976 года.

Список лучших альбомов США 1976 года (Billboard Year End Charts) — итоговый список наиболее популярных альбомов журнала Billboard по данным продаж за 1976 год.

## Общие сведения
Лучшим альбомом 1976 года стал концертный диск Питера Фрэмптона Frampton Comes Alive!, который пробыл 10 недель на позиции № 1 в американском хит-параде журнала Billboard и был продан тиражом более 16 млн копий в мире.

## История
| Место | Альбом                                 | Исполнитель        | Примечания       |
| ----- | -------------------------------------- | ------------------ | ---------------- |
| 1     | «Frampton Comes Alive!»                | Питер Фрэмптон     | 10 недель на № 1 |
| 2     | «Fleetwood Mac»                        | Fleetwood Mac      | 1 неделя на № 1  |
| 3     | «Wings at the Speed of Sound»          | Wings              | 7 недель на № 1  |
| 4     | «Their Greatest Hits (1971–1975)»      | Eagles             | 5 недель на № 1  |
| 5     | «Chicago IX - Chicago's Greatest Hits» | Chicago            |                  |
| 6     | «The Dream Weaver»                     | Gary Wright        |                  |
| 7     | «Desire»                               | Боб Дилан          | 5 недель на № 1  |
| 8     | «A Night at the Opera»                 | Queen              |                  |
| 9     | «History — America’s Greatest Hits»    | America            |                  |
| 10    | «Gratitude»                            | Earth, Wind & Fire | 3 недели на № 1  |